# Hubert Faure
Hubert Émile Faure, född 28 maj 1914 i Saint-Astier, Dordogne), död 17 april 2021 i Paris, var en fransk militär som stred i andra världskriget.
Han deltog i slaget om Frankrike under vilket han stred i slaget vid Montcornet och togs sedan kort till fånga i juni 1940. I november 1942, efter att ha hört talas om de allierades landstigning i Nordafrika, lämnade han Frankrike för att gå med i fria franska styrkorna. Han greps i Francos Spanien och fängslades i flera månader i Bilbao varifrån han rymde innan han arresterades igen i Portugal. Där tillät en representant för Fria Frankrike honom att flyga till London dit han anlände i mitten av 1943.
I England anslöt han sig till löjtnant Philippe Kieffers kommandosoldater. Den 6 juni 1944 landade han vid Colleville-sur-Orne i Sword Beach-sektorn. Han utmärkte sig under slaget vid Normandie men skadades allvarligt den 7 juli och repatrierades till England. Tillbaka vid frontlinjen i augusti sårades han kort därefter igen och fick avsluta sin militära karriär med fänrikens rang.